# Fiorenzo Pesce
Fiorenzo Pesce (Venezia, 1954) è un dirigente sportivo italiano.
È presidente del Centro Nazionale Sportivo Fiamma, storico ente di promozione sportiva, eletto nel congresso di Rimini del 2000 e rieletto nel 2005 al congresso di Roma.
È Stella d'argento al Merito sportivo del CONI.
Dal 1997 al 1999 è stato commissario dell'associazione Cartur Fiamma, riconosciuta come ente assistenziale dal Ministero dell'Interno.
Imprenditore turistico, è stato fondatore della Civaturs, un'associazione nazionale di Turismo sociale, e ha organizzato due spedizioni scientifiche in Marocco per la ricerca di fossili di dinosauri, e in Mali individuando i resti di un'antica città scomparsa sulla via del sale, nella regione di Kidal.